# Carlos de Sigüenza y Góngora
Carlos de Sigüenza y Góngora (14 agosto 1645 – 22 agosto 1700) fu uno dei primi grandi intellettuali nati nel vicereame della Nuova Spagna. Fu uomo universale e scrittore, ricoprendo numerose cariche accademiche e governative coloniali.

## Inizi della carriera
Sigüenza nacque a Città del Messico nel 1645. Studiò matematica ed astronomia sotto la guida del padre, un Peninsular che aveva ricoperto il ruolo di tutore della famiglia reale spagnola.
Sigüenza entrò a far parte della Compagnia di Gesù come novizio il 17 agosto 1660, prendendo i voti in forma semplice il 15 agosto 1662 a Tepotzotlán, e lasciando la compagnia (od essendone espulso) nel 1667 o nel 1669. Il 20 luglio 1672 fu nominato a capo della cattedra di matematica e scienze esatte dell'Università del Messico, e divenne sacerdote l'anno seguente. Fu cappellano presso l'ospedale del Amor de Dios (oggi Academia de San Carlos) tra il 1682 e la sua morte. All'interno della colonia era famoso come uomo di scienza. Era anche un poeta, scrittore, storico, filosofo, cartografo e cosmografo. Era tanto il suo prestigio che il re francese Luigi XIV tentò di portarlo a Parigi.
Pubblicò il suo primo poema nel 1662. Nel 1671 pubblicò un almanacco. Nel 1693 fu la volta di El Mercurio Volante, primo giornale della Nuova Spagna.

## La collezione Ixtlilxochitl-Sigüenza-Boturini
Presso l'ospedale divenne amico intimo di Juan de Alva Ixtlilxochitl, che gli mise a disposizione una ricca collezione di documenti provenienti dai suoi antenati, tra cui lo storico Fernando de Alva Cortés Ixtlilxochitl ed i re di Texcoco. Nel 1668 Sigüenza iniziò lo studio della storia azteca e della scrittura tolteca. Alla morte di Ixtlilxochitl ereditò la collezione dedicando gli ultimi anni della propria vita al continuo studio della storia messicana.

## La vergine di Guadalupe
Si dice che tra questi documenti si trovasse una "mappa" (codice) che documentasse l'apparizione della vergine Maria nel 1531, nella forma di Nostra Signora di Guadalupe, cui anche Luis Becerra Tanco affermò di aver assistito nell'introduzione della sua opera del 1666 sulla difesa delle apparizioni mariane.
A causa del suo collegamento con questi antichi documenti, Sigüenza giocò un ruolo fondamentale nello sviluppo di questa leggenda. Egli era un devoto della Vergine, e scrisse poemi parnassiani dedicati a lei fin dal 1662. Il suo più grande contributo alla storia della vicenda fu l'affermazione secondo cui il Nican mopohua, traduzione in lingua nahuatl del racconto, fosse stato scritto da Antonio Valeriano, ipotesi tuttora considerata valida. Inoltre identificò in Fernando Alva de Ixtlilxochitl l'autore del Nican motecpana. Questa considerazione fu stimolata dal Polestar of Mexico di Francisco de Florencia, secondo cui l'originale versione in lingua nahuatl era stata scritta da Jerónimo de Mendieta.
Nel 1680 gli fu commissionato il progetto di un Arco trionfale per celebrare l'arrivo del nuovo viceré, Tomás de la Cerda.
Sempre in quel decennio scrisse storie sul Messico che ipotizzavano una migrazione degli Olmechi nel Nuovo Mondo attraverso l'oceano Atlantico, e che Tommaso apostolo avesse evangelizzato i nativi poco prima della morte di Cristo.

## Geografo reale
Nel 1691 preparò la prima mappa in assoluto della Nuova Spagna. Disegnò anche mappe idrologiche della Valle del Messico. Nel 1692 re Carlo II lo nominò proprio geografo ufficiale della colonia. Con l'incarico di geografo reale partecipò alla spedizione del 1692 nella baia di Pensacola, in Florida, sotto il comando di Andrés de Pez, al fine di trovare frontiere difendibili contro l'invasione francese. Mappo' tutta la baia e la foce del Mississippi: nel 1693 ne descrisse il territorio nel Descripción del seno de Santa María de Galve, alias Panzacola, de la Mobila y del Río Misisipi.
Quando il tentativo spagnolo del 1698 di colonizzare la baia di Pensacola fu contrastato dall'arrivo di una flotta francese, Sigüenza fu accusato dal capo della spedizione, Andrés de Arriola, di supportare l'azione francese. Si autodifese con successo da queste accuse nel 1699.

## Salvataggio dei documenti dagli archivi della Nuova Spagna
Nel 1692 vi fu una grave siccità in Nuova Spagna, ed un'epidemia attaccò le piantagioni di frumento. Per questi motivi il cibo scarseggiava. Sigüenza riuscì ad identificare la causa della malattia del grano in un piccolo insetto chiamato chiahuiztli. Non c'era più mais nella capitale, e molte persone erano affamate. L'8 giugno 1692 una folla si radunò davanti al palazzo del viceré. Iniziò il lancio di pietre, e gli archivi furono dati alle fiamme. Sigüenza salvò buona parte dei documenti ed alcuni dipinti, a rischio della propria vita. Questa azione permise di risparmiare dalle fiamme un gran numero di documenti del Messico coloniale, altrimenti spacciati. In seguito scrisse un racconto su questi eventi.

## Ultimi anni
Nel 1694 si ritirò dall'università e, apparentemente, rientrò nell'ordine dei Gesuiti.
Nel novembre del 1699 Sigüenza fu nominato corregidor general (esaminatore dei libri) per conto dell'inquisizione spagnola. Morì per una malattia al rene nel 1700, presso l'ospedale del Amor de Dios a Città del Messico, dove aveva trascorso buona parte della sua carriera. Lasciò in eredità il proprio corpo alla scienza, e la propria biblioteca al Collegio gesuita di San Pedro y San Pablo. Alla sua morte furono trovati numerosi manoscritti inediti, di cui pochi frammenti sopravvissero all'espulsione dei gesuiti dal vicereame.

## Opere
- Oriental planeta evangélica, epopeya sacropanegyrica al apostol grande de las Indias S. Francisco Xavier, 1662
- Primavera indiana, poema sacrohistórico, idea de María Santíssima de Guadalupe, 1662
- Las Glorias de Querétaro, poema del 1668
- Teatro de virtudes políticas que constituyen a un Príncipe, 1680
- Glorias de Querétaro en la Nueva Congregación Eclesiástica de María Santíssima de Guadalupe... y el sumptuoso templo, 1680
- Libra astronomica, 1681
- Manifiesto philosóphico contra los cometas despojados del imperio que tenían sobre los tímidos, 1681
- Triunfo parthénico que en glorias de María Santíssima... celebró la... Academia Mexicana, 1683
- Parayso Occidental, plantado y cultivado en su magnífico Real Convento de Jesüs María de México, 1684
- Piedad heroica de Don Hernando Cortés, Marqués del Valle, 1689
- Infortunios que Alonso Ramírez natural de la ciudad de S. Juan de Puerto Rico padeció... en poder de ingleses piratas, 1690
- Libra astronómica y philosóphica en que...examina... lo que a [Sigüenza's] Manifiesto... contra los Cometas... opuso el R.P. Eusebio Francisco Kino, 1691
- Relación de lo sucedido a la armada de Barloventoen la isla de Santo Domingo con la quelna del Guarico, 1691
- Trofeo de la justicia española en el castigo de la alevosía francesa, 1691
- Descripción del seno de Santa María de Galve, alias Panzacola, de la Mobila y del Río Misisipi, 1693
- Elogio fúnebre de Sor Juana Inés de la Cruz, 1695